# أبو القاسم مصطفوي الكاشاني
السيد أبو القاسم مصطفوي الكاشاني (19 تشرين الثاني 1882 - 13 آذار 1962) كان سياسيًا إيرانيًا ومرجعًا شيعيًا. لعب دورًا مهمًا في انقلاب عام 1953 في إيران والإطاحة برئيس الوزراء محمد مصدق.

## الحياة المبكرة
والده آية الله الحاج سيد مصطفوي كاشاني، كان عالمًا بارزًا في الإسلام في عصره. تدرب أبو القاسم على المذهب الشيعي على يد والديه المتدينين، وبدأ دراسة القرآن الكريم بعد وقت قصير من تعلمه القراءة والكتابة.
في السادسة عشر من عمره، ذهب أبو القاسم إلى مدرسة إسلامية لدراسة الأدب، واللغة العربية، والمنطق، والدلالة، والكلام، وكذلك مبادئ الفقه الإسلامي. أكمل دراسته الحوزوية في النجف في القرآن والأحاديث وتفسيرها في الشريعة الإسلامية، وحصل على شهادة الفقه وهو في الخامسة والعشرين من عمره.

## الحياة اللاحقة

### الحياة الشخصية
كان الكاشاني قادمًا من بيئة قروية محافظة، فكان مُتزوجًا من 3 زوجات ولديه 19 طفلًا، يقسمون إلى 7 أبناء و 12 ابنة.
توفي ابنه مصطفى في حادث عام 1955، ونجا رئيس الوزراء المعين حديثًا، حسين علاء [الإنجليزية]، من محاولة اغتيال أثناء الجنازة. وفقًا للمخابرات البريطانية، كان اثنان من أبنائه متورطين في ذلك الوقت تقريبًا في تجارة مربحة شراء وبيع تراخيص الاستيراد والتصدير للسلع المحظورة على إيران.
أصبح أحد أبناء كاشاني، محمود كاشاني [الإنجليزية]، رئيسًا للوفد الإيراني لدى محكمة العدل الدولية في لاهاي في هولندا، في قضية إيران ضد الولايات المتحدة، ومرشحًا رئاسيًا في الانتخابات الرئاسية الإيرانية عام 1985 وانتخابات عام 2005. ابنه الثاني هو أحمد كاشاني [الإنجليزية]، عضو سابق في البرلمان الإيراني.

### الحياة السياسية والموت
أعرب أبو القاسم عن ميوله المناهضة للرأسمالية منذ وقت مبكر من حياته المهنية وعارض ما اعتبره "قمعًا واستبدادًا واستعمارًا". وبسبب هذه المعتقدات، كان يتمتع بشعبية خاصة بين الفقراء في طهران. كما دعا إلى عودة الحكومة الإسلامية إلى إيران، على الرغم من أن هذا كان على الأرجح لأسباب سياسية.
وبسبب مواقفه المعادية للصهيونية أيَّد النازية رفضًا لمحاولة الإنجليز توطين اليهود في فلسطين، مما أدى إلى إلقاء البريطانيين القبض عليه ونفيه إلى فلسطين في عام 1941، خوفًا من انتشار أفكاره بين الشباب الإيراني. استمر في معارضة السيطرة الأجنبية، وخاصة البريطانية، على فلسطين وعلى صناعة النفط الإيرانية أثناء وجوده في المنفى. وبعد عودته من المنفى في 10 يونيو/حزيران 1950، واصل احتجاجه. غاضبًا من حقيقة أن شركة النفط الأنجلو-إيرانية دفعت لإيران أقل بكثير مما دفعته للبريطانيين، نظم حركة ضدها وكان "الوحيد تقريبًا بين المجتهدين البارزين الذي انضمّ" إلى رئيس الوزراء القومي محمد مصدق، في حملته لتأميم صناعة النفط الإيرانية في عام 1951.
شغل الكاشاني منصب رئيس مجلس الشورى (أو مجلس النواب في البرلمان) أثناء تأميم النفط، لكنه انقلب فيما بعد ضد مصدق أثناء الانقلاب الإيراني عام 1953. قام الكاشاني بحماية الجماعة الإسلامية العنيفة فدائيي الإسلام ، بقيادة نواب صفوي، بعد طردهم من الحوزة العلمية في قم على يد آية الله حسين بروجردي في عام 1950. ثم انخرطت المجموعة في عمليات اغتيال عامة في طهران في أوائل الخمسينيات. في 17 شباط 1956، بعد شهر من إعدام نواب صفوي بسبب قتله شخصيات بارزة، اعترف الكاشاني أمام المدعي العام العسكري بدوره في هذه الجرائم قائلاً "لقد أصدرت فتوى بقتل رزمارا [الإنجليزية] ، لأنني كنت مجتهدًا مؤهلًا". ثم تم اعتقال الكاشاني وبعد إطلاق سراحه من السجن تقاعد عن السياسة. توفي في 13 آذار 1962.